# Torneo de las Cuatro Naciones 1902
El Torneo de las Cuatro Naciones de 1902 (Home Nations Championship 1902) fue la 20° edición del principal Torneo de rugby del Hemisferio Norte.
El campeonato fue ganado por la selección de Gales.

## Clasificación
| Lugar | Selección  | Partidos | Partidos | Partidos  | Partidos | Puntos  | Puntos    | Puntos | Tabla de puntos |
| Lugar | Selección  | Jugados  | Ganados  | Empatados | Perdidos | A favor | En contra | dif.   | Tabla de puntos |
| ----- | ---------- | -------- | -------- | --------- | -------- | ------- | --------- | ------ | --------------- |
| 1     | Gales      | 3        | 3        | 0         | 0        | 38      | 13        | +25    | 6               |
| 2     | Inglaterra | 3        | 2        | 0         | 1        | 20      | 15        | +5     | 4               |
| 3     | Irlanda    | 3        | 1        | 0         | 2        | 8       | 21        | -13    | 2               |
| 4     | Escocia    | 3        | 0        | 0         | 3        | 8       | 25        | -17    | 0               |

## Resultados
| 11 de enero | Inglaterra | 8 - 9 | Gales | Londres, |  |

| 1 de febrero | Gales | 14 - 5 | Escocia | Cardiff, |  |

| 8 de febrero | Inglaterra | 6 - 3 | Irlanda | Leicester, |  |

| 22 de febrero | Irlanda | 5 - 0 | Escocia | Belfast, |  |

| 8 de marzo | Irlanda | 0 - 15 | Gales | Dublín, |  |

| 15 de marzo | Escocia | 3 - 6 | Inglaterra | Edimburgo, |  |

## Premios especiales
- Triple Corona:  Gales
- Copa Calcuta:  Inglaterra